# Petrus Petri Petræus
Petrus Petri Petræus, född 1604 i Fellingsbro socken, död 7 mars 1672 i Möklinta socken, var en svensk präst och riksdagsledamot.

## Biografi
Petrus Petri Petræus var son till Aeschillus Petraeus bror Petrus Petri Olandensis i Fellingsbro och Ingrid, en syster till Uno Troilus. Efter undervisning vid skolorna i Arboga och Västerås var Petræus kollega (lärare), prästvigdes 1631 och kom först därefter till Uppsala universitet. Han hade sedan diverse befattningar, innan han 1653 blev kyrkoherde i Möklinta församling.
Petræus var fullmäktig vid riksdagarna 1654 och 1664.
Med sina båda hustrur Malin Lissman och Kerstin Mocklin (dotter till kyrkoherden i Möklinta församling Nicolaus Erici Lindemontanus) fick han flera barn, däribland sonen Henric som flyttade till Viborg och vars ättlingar vistades vid tsarens hov. Sonen Nicolaus Petri Petræus i Köping var riksdagsman och sonen Uno Petri Petræus var kyrkoherde i Möklinta.